# Requiem (Berlioz)

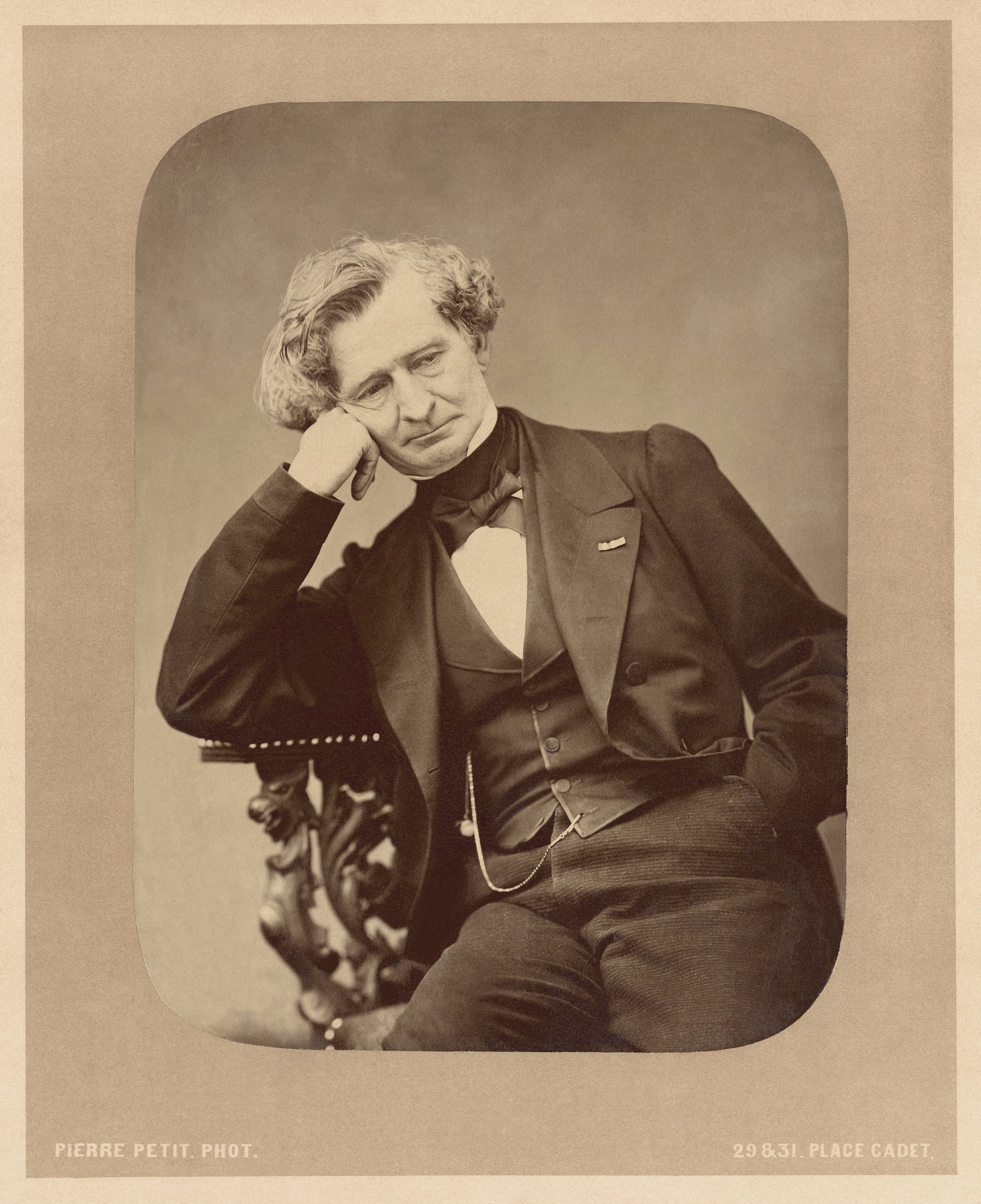
Hector Berlioz

La Grande messe des morts (Grande messa dei morti), op. 5 = H 75 o Requiem di Hector Berlioz è stata composta nel 1837. Si tratta di una delle opere più note del compositore, con un'imponente orchestrazione per legni e ottoni. Il testo dell'opera è quello tradizionale della messa di requiem in latino della tradizione romana (quella gallicana non prevedeva la sequenza Dies irae e altre sezioni minori).

## Storia
Nel 1837 Adrien de Gasparin, ministro dell'interno francese, chiese a Berlioz di comporre una messa di requiem per commemorare i soldati caduti nella Rivoluzione di luglio. Berlioz accettò la commissione, avendo sempre desiderato comporre una grande opera orchestrale. Berlioz in seguito scrisse: "Se fossi minacciato della distruzione di tutti i miei lavori tranne uno, chiederei misericordia per la Messa dei morti.".
La prima rappresentazione fu diretta da François Antoine Habeneck il 5 dicembre 1837 in memoria del generale Damrémont e dei soldati caduti nell'assedio di Costantina. Nelle sue Memorie autobiografiche, Berlioz scrisse che Habeneck appoggiò la bacchetta durante il drammatico Tuba mirum (parte del movimento del Dies irae) per prendere una presa di tabacco, costringendo il compositore a correre sul podio per condurre egli stesso la parte restante dell'opera, salvando così l'esecuzione dal disastro. La rappresentazione fu un completo successo.
Berlioz rimise mano al Requiem per due volte durante la sua vita; la prima nel 1852, e la seconda, con le revisioni finali, nel 1867, solo due anni prima della sua morte.

## Struttura
Il requiem di Berlioz è composto di dieci movimenti, strutturati come segue:
Introito
1. Requiem aeternam & Kyrie: Introitus
Sequenza
2. Dies irae: Prosa, Tuba mirum
3. Quid sum miser
4. Rex tremendae
5. Quaerens me
6. Lacrimosa
Offertorio
7. Domine Jesu Christe
8. Hostias
9. Sanctus

10. Agnus Dei